# Philipp Brugger

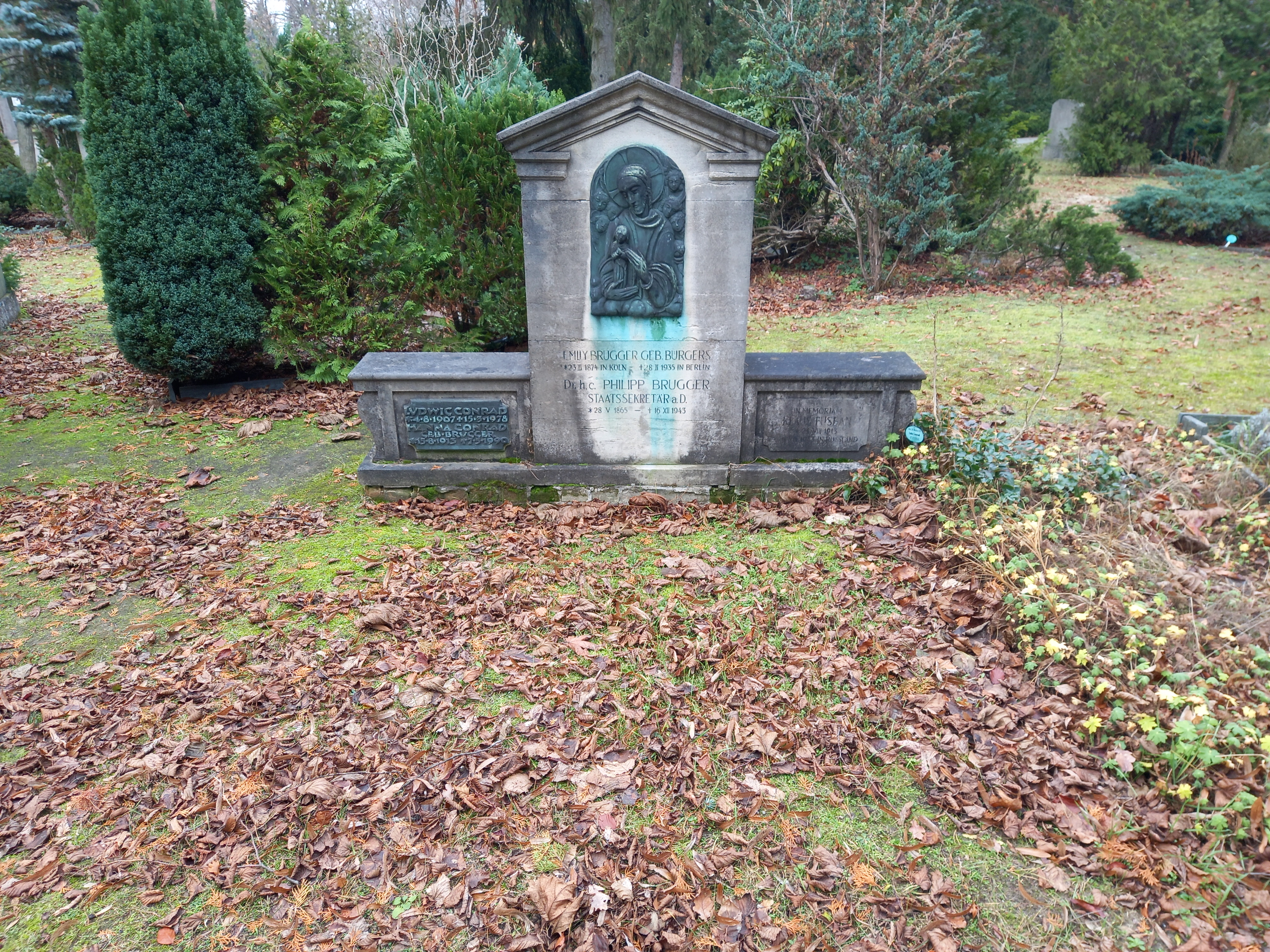
Das Grab von Philipp Brugger und seiner Ehefrau Emmy geborene Bürgers im Familiengrab auf dem Friedhof der St.-Matthias-Gemeinde (Berlin-Tempelhof)

Philipp Brugger (* 28. Mai 1865 in Wiesloch; † 16. Dezember 1943 in Konstanz) war ein deutscher Jurist und Ministerialbeamter.

## Leben
Brugger studierte an der Universität Leipzig Rechtswissenschaft und wurde 1886 Mitglied des Corps Budissa. Er war Geh. Regierungsrat im preußischen Kultusministerium, später Regierungspräsident im Regierungsbezirk Köln und Staatskommissar für die Universität zu Köln. 1921 wurde er Staatssekretär für die besetzten rheinischen Gebiete im Reichsinnenministerium. Er war Mitglied des Hauptausschusses des Vereins für das Deutschtum im Ausland und der Deutschen Kolonialgesellschaft. Verheiratet war er mit Emily Brugger (1874–1934), die sich für die Deutsche Zentrumspartei engagierte.

## Veröffentlichungen (Auswahl)
- Besetzte rheinische Gebiete. In: Staatslexikon, 5. Auflage, Bd. 1, Freiburg 1926, Sp. 828–845.
- Besetztung fremden Staatsgebiets. In: Staatslexikon der Görres-Gesellschaft|Staatslexikon, 5. Auflage, Bd. 1, Freiburg 1926, Sp. 845–849.

## Ehrungen
- Dr. med. h. c.